# Klaas Voß
Klaas Voß, auch Klaas Voss geschrieben, (* 1982 in Deutschland) ist ein deutscher Historiker, Autor und Hochschullehrer.

## Leben
Voß studierte in den Jahren von 2003 bis 2009 die Fächer Geschichte, Politikwissenschaft und Amerikanistik an der Universität Hamburg und in den USA. In den Jahren 2006–2007 war er Stipendiat der deutsch-amerikanischen Fulbright-Kommission. Von 2009 bis 2012 war er Promotionsstipendiat der Studienstiftung des deutschen Volkes.
Voß hat sich mit den Gebieten der US-amerikanischen Geschichte, der Geschichte des Kalten Krieges, der Söldner und privaten Militärfirmen im 20. und 21. Jahrhundert, der Geschichte der Geheimdienste sowie der Interventionspolitik und der verschiedenen verdeckten Operationen in den letzten einhundert Jahren befasst und dazu publiziert. Er wurde 2012 mit einer Arbeit über den Einsatz von Söldnern in verdeckten Operationen im Kalten Krieg an der Universität Hamburg promoviert und gilt als Schüler des deutschen Historikers und Politikwissenschaftlers Bernd Greiner. Unter dem Titel Washingtons Söldner: Verdeckte US-Interventionen im Kalten Krieg und ihre Folgen erschien die dazugehörige Monografie 2014 im Verlag Hamburger Edition. Das Buch erhielt positive Kritiken und wurde bereits als neues "Standardwerk zum Thema" bezeichnet. Ein Rezensent in der Frankfurter Allgemeinen Zeitung lobte, dass es sich trotz der investigativen Darstellung von CIA-Geheimoperationen "nicht für plumpen Antiamerikanismus" eigne. Ein anderer Rezensent auf der wissenschaftlichen Rezensionsplattform sehepunkte notierte: "Voß's Studie liest sich stellenweise wie ein Krimi, und das, ohne dass der Autor Abstriche am streng wissenschaftlichen Arbeiten macht."
Von September 2012 bis August 2016 arbeitete Voß am Hamburger Institut für Sozialforschung, einem unabhängigen Forschungsinstitut, das von Jan-Philipp Reemtsma gegründet wurde. Er unterrichtete in dieser Zeit an der Universität-Leuphana in Lüneburg, wirkte an den Berliner Colloquien zur Zeitgeschichte mit und war 2015 an der Gründung des Berliner Kollegs Kalter Krieg (Berlin Center for Cold War Studies) beteiligt.
Nach Aussage der Drehbuchautorin Anna Winger war Voß der zentrale historische Berater für die deutsche TV-Spionageserie Deutschland 83. Er trat auch in der zugehörigen RTL-Begleitdokumentation "(K)ein bisschen Frieden" auf und setzte sich dort und in einem 2014 erschienenen wissenschaftlichen Artikel dafür ein, die Able-Archer-Krise von 1983, die im Zentrum der Serie steht, stärker im Kontext einer geopolitischen Machtverschiebung in der Spätphase des Kalten Krieges zu betrachten. In einem Artikel in der Welt und in einem weiteren Beitrag über die fast zeitgleiche Freigabe neuer Quellen zum Krisenjahr 1983 in der New York Times betonte Voß später, die neuen Quellen unterstützten eine dramatische Lesart der Ereignisse.
Voß ist seit 2016 Dozent an der Universität Den Haag (The Hague University of Applied Sciences) im Studiengang "Safety and Security Management Studies" und unterrichtet dort Intelligence Studies, Counterterrorism, Politikwissenschaft und Internationale Beziehungen.

## Veröffentlichungen
- Legrands Opus Magnum. Der alchemistische Code in Edgar Allan Poes "The Gold Bug". In: Zeitschrift für Anglistik und Amerikanistik. Jg. 54, Nr. 4, 2006, S. 349–364 (online).
- Washingtons Söldner. Verdeckte US-Interventionen im Kalten Krieg und ihre Folgen. Hamburger Edition, Hamburg 2014, ISBN 978-3-86854-274-5.
- hrsg. mit Bernd Greiner, Tim B. Müller: Erbe des Kalten Krieges. Hamburger Edition, Hamburg 2013, ISBN 978-3-86854-258-5.
- Falls etwas schiefgeht. Washingtons Söldner in den Stellvertreterkonflikten des Kalten Krieges. In: Mittelweg 36. Jg. 22, Nr. 3, 2013, S. 63–90.
- Die Enden der Parabel. Die Nuklearwaffenübung “Able Archer” im Krisenjahr 1983. In: Mittelweg 36. Jg. 23, Nr. 6, 2014, S. 73–92 (online).
- Die Hunde des Kalten Krieges. Söldnermemoiren und -zeitschriften als historische Quellen (1960–1990). In: Zeithistorische Forschungen. Bd. 11, 2014, 1, S. 134–144.
- Die Reintegration von Veteranen als Gesellschaftsgeschichte: Ein programmatisches Vorwort. In: Mittelweg 36 Jg. 24, Nr. 5, 2015, S. 3–31 (online).
- Plausibly Deniable: Mercenaries in U.S. Covert Interventions during the Cold War, 1964-1987. In: Cold War History Jg. 16, Nr. 1, 2016, S. 37–60.